# Bietigheim-Bissingen (stacja kolejowa)
Bietigheim-Bissingen – stacja kolejowa w Bietigheim-Bissingen, w kraju związkowym Badenia-Wirtembergia, w Niemczech. Znajdują się tu 4 perony.